# Hybophorellus townesi
Hybophorellus townesi är en stekelart som beskrevs av Heinrich 1956. Hybophorellus townesi ingår i släktet Hybophorellus och familjen brokparasitsteklar. Inga underarter finns listade i Catalogue of Life.